# Schistoglossa drusilloides
Schistoglossa drusilloides är en skalbaggsart som först beskrevs av J. Sahlberg 1876.  Schistoglossa drusilloides ingår i släktet Schistoglossa, och familjen kortvingar. Enligt den finländska rödlistan är arten nära hotad i Finland. Arten är reproducerande i Sverige. Artens livsmiljö är sjö- och älvstränder.